# Пам'ятник Володимиру Великому (Лондон)
Па́м'ятник Володи́миру Вели́кому в Лондоні роботи канадського скульптора українського походження Лео Мола розташований біля станції метро «Голанд-Парк», неподалік від Українського клубу та Посольства України.

## Історія
Пам'ятник встановлено місцевою українською громадою з нагоди 1000-ліття Хрещення України 29 травня 1988 року та спільно освячено першоієрархами традиційних українських церков — Патріархом Мстиславом і Кардиналом Мирославом-Іваном.

## Виноски
1. ↑  Історичний календар [Архівовано 2 березня 2014 у Wayback Machine.](укр.)
2. ↑  За нормалізацію українського церковного життя[недоступне посилання з квітня 2019](укр.)

| Доричний ордер | Це незавершена стаття про архітектуру. Ви можете допомогти проєкту, виправивши або дописавши її. |